# Jean-Marie Morisse
Pour les articles homonymes, voir Morisse.
Jean-Marie Morisse, né le 23 novembre 1905 à Sotteville-lès-Rouen et mort le 29 mai 1983 à Rouen, est un homme politique français.

## Biographie
Jean Morisse est élève de l'école Raspail et de l’École pratique, rue des Emmurées à Rouen (1918 à 1920). Titulaire d'un brevet des études pratiques et industrielles, il débute comme tourneur sur métaux aux Établissements Destombe à Sotteville-lès-Rouen où il devient contremaître puis gérant. Il effectue son service militaire au 39e régiment d'infanterie puis est mobilisé en 1939 au 239e régiment d'infanterie. Il effectue différentes actions dans la clandestinité avec les Forces françaises de l'intérieur. Fin août 1944, il entre en liaison avec l'état-major canadien et obtient l'arrêt des opérations d'artillerie et d'aviation qui précédait la traversée de la Seine vers Saint-Adrien. En 1945, il est élu maire de Saint-Étienne-du-Rouvray. En 1955, il est élu vice-président du conseil général de la Seine-Maritime.
Il est domicilié no 8 rue Saint-Julien à Rouen.

## Distinctions
- Croix de guerre 1939–1945.